# Subnetwork Access Protocol

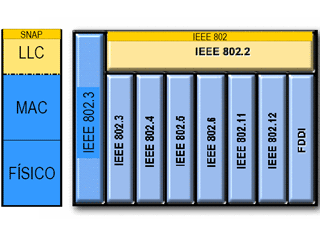
SNAP en IEEE802.

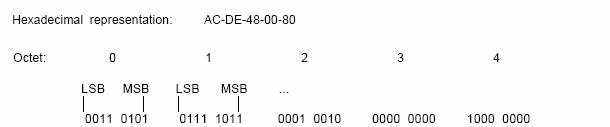
Identificador del protocolo.

El Subnetwork Access Protocol (SNAP) es un protocolo recogido por la norma IEEE 802 que permite direccionar diferentes protocolos utilizando un SAP (Service Access Point) público.
Al SAP que identifica SNAP se le conoce como dirección SNAP.
- Tiene el patrón de bits 1010101Z, donde Z es el bit menos significativo y puede valer 0 o 1, dependiendo del contexto.
- En notación hexadecimal podría tomar los valores 0xAA o 0xAB.

SNAP realiza la multiplexión utilizando un identificador de protocolos.
Los cinco bytes de Protocol Identification se clasifican como:
- Bytes 0-2: Identificación del OUI, con el mismo significado que en las direcciones MAC (I/G=0, U/L=0). IEEE se ocupa del registro.
- Bytes 3-4: Identifical al protocolo de nivel superior dentro de un fabricante. Se le suele llamar Ethertype.

SNAP también sirve para utilizar protocolos diseñados para Ethernet (IEEE 802.3, con Long/Tipo = Tipo) en entornos en los que sólo se ofrece subnivel LLC:
- De los 5 bytes de la identificación de protocolo de la PDU SNAP:
  - Los tres bytes del OUI tienen el valor 00:00:00.
  - Los otros dos el valor ethertype asignado al protocolo.
- El campo Control de la PDU LLC siempre tendrá el valor 0x03 (UI).

- Resto de bytes: Datos del cliente SNAP.